# CSS Alabama
CSS Alabama bila je najpoznatija pomoćna krstarica Konfederacije u američkom građanskom ratu.

## Povijest djelovanja
Sagrađena je u Velikoj Britaniji kao parni trojarbolni brod, istisnine 1040 tona i s brzinom od 12 čvorova. Isplovila je u srpnju 1862. s imenom Enrica, pod kapetanom bojnog broda Raphaelom Semmesom i kod Azorskih otoka, naoružana s devet topova, pretvorena u pomoćnu krstaricu Konfederacije pod imenom Alabama. Tu je odmah započela s napadačkim djelovanjem koje je prenijela preko sjevernog Atlantika, Zapadne Indije i Meksičkog zaljeva do brazilskih obala, potopivši sveukupno 30 brodova Unije uključujući i topovnjaču Hatteras. Zapljenjeni brod Conrad pretvoren je u pomoćnu krstaricu Tuscaloosa, s kojom je Alabama produžila do Cape Towna gdje je stigla 29. kolovoza 1863. Tamo su se dva broda razdvojila, Alabama je ostala na jugu Afrike, dok se Tuscaloosa vratila prema brazilskoj obali.
Ratni brodovi Unije tražili su Alabamu posvuda. Raspisana je nagrada od 500000 $ za njezino zarobljavanje, a 300000 $ za potapanje. Krenuvši dalje Indijskim oceanom Alabama je stigla do Javanskog mora gdje je potopila još sedam brodova, odakle se preko Cape Towna vratila u Europu te 11. lipnja 1864. stigla u Cherbourg. Kada je 19. lipnja stigla šalupa Unije Kearsarge, pod zapovjedništvom Johna Winslowa, Alabama je isplovila iz luke i nakon dvosatne bitke je potopljena. Dio posade i zapovjednika Semmesa spasio je britanski brod. U svome borbenom djelovanju CSS Alabama je zarobila ili potopila 71 brod u vrijednosti 6548000 $.
Krstaričko ratovanje Alabame služilo je kao primjer drugim sličnim pothvatima u 20. stoljeću. Gradnjom i samim naoružavanjem Alabame Velika Britanija povrijedila je neutralnost u Američkom građanskom ratu te je izazvala međunarodni spor poznat kao Slučaj Alabama. 

## Vanjske poveznice
|  | Zajednički poslužitelj ima još gradiva o temi CSS Alabama |